# Felice Cece
Felice Cece (Cimitile, 26 marzo 1936 – Castellammare di Stabia, 12 maggio 2020) è stato un arcivescovo cattolico italiano.

## Biografia
Nacque a Cimitile, in provincia di Napoli e diocesi di Nola, il 26 marzo 1936 da Giuseppe e Maria Domenica Pacchiano.
Era nipote del vescovo Antonio Cece.

### Formazione e ministero sacerdotale
Frequentò il seminario diocesano di Nola, l'ex seminario regionale Pio XI e il Pontificio Seminario Campano e seguì i corsi di teologia presso la Pontificia Facoltà di Posillipo e quelli filosofici presso l'Università degli Studi di Napoli Federico II.
Il 5 luglio 1959 fu ordinato presbitero, nella cattedrale di Nola, dal vescovo Adolfo Binni per la diocesi di Nola.
Nel tempo svolse in diocesi diversi incarichi fa cui quelli di docente di teologia dogmatica presso il seminario regionale di Benevento, direttore della scuola teologica diocesana, direttore dell'Ufficio catechistico diocesano e infine di vicario episcopale.

### Ministero episcopale
Il 17 agosto 1984 papa Giovanni Paolo II lo nominò vescovo di Calvi e Teano; succedette a Matteo Guido Sperandeo, dimessosi per raggiunti limiti di età. Il 20 ottobre successivo ricevette l'ordinazione episcopale, nella cattedrale di Nola, dal cardinale Bernardin Gantin, decano del collegio cardinalizio e prefetto della Congregazione per i vescovi, co-consacranti Giuseppe Costanzo, vescovo di Nola e Matteo Guido Sperandeo, vescovo emerito di Calvi e Teano. A seguito dell'unificazione delle diocesi di Calvi e Teano, disposta dalla Congregazione per i vescovi il 30 settembre 1986, divenne primo vescovo della diocesi di Teano-Calvi.
Già amministratore apostolico dell'arcidiocesi di Sorrento-Castellammare di Stabia dal 12 luglio 1988, l'8 febbraio 1989 ne divenne arcivescovo; succedette ad Antonio Zama, primo arcivescovo della nuova diocesi, deceduto il 7 luglio 1988. L'8 aprile successivo prese possesso dell'arcidiocesi.
Nel 1991, all'inizio dell'anno pastorale presentò le linee guida del suo episcopato, basate sull'ascolto della Parola e sul suo annuncio, rivolgendo la propria attenzione anche a tematiche sociali attraverso diverse iniziative, come la visita pastorale del 1996, che si concluse nel 1999. Il 19 marzo 1992 accolse papa Giovanni Paolo II in visita all'arcidiocesi. Il 24 novembre 2000, in occasione della solennità di Cristo Re, annunziò l'indizione del primo sinodo dell'arcidiocesi di Sorrento-Castellammare di Stabia e il 7 gennaio 2005 iniziò la sua seconda visita pastorale alla comunità diocesana.
Il 10 marzo 2012 papa Benedetto XVI accolse la sua rinuncia al governo pastorale dell'arcidiocesi di Sorrento-Castellammare di Stabia, presentata per raggiunti limiti d'età; gli succedette Francesco Alfano, fino ad allora arcivescovo di Sant'Angelo dei Lombardi-Conza-Nusco-Bisaccia. Rimase amministratore apostolico dell'arcidiocesi fino all'ingresso del successore, avvenuto il 28 aprile seguente.
Morì il 12 maggio 2020 a Castellammare di Stabia, all'età di 84 anni. Dopo le esequie, celebrate dall'arcivescovo Francesco Alfano, fu sepolto, come da sua espressa volontà, nel cimitero della natìa Cimitile.

## Genealogia episcopale
La genealogia episcopale è:
- Cardinale Scipione Rebiba
- Cardinale Giulio Antonio Santori
- Cardinale Girolamo Bernerio, O.P.
- Arcivescovo Galeazzo Sanvitale
- Cardinale Ludovico Ludovisi
- Cardinale Luigi Caetani
- Cardinale Ulderico Carpegna
- Cardinale Paluzzo Paluzzi Altieri degli Albertoni
- Papa Benedetto XIII
- Papa Benedetto XIV
- Papa Clemente XIII
- Cardinale Marcantonio Colonna
- Cardinale Giacinto Sigismondo Gerdil, B.
- Cardinale Giulio Maria della Somaglia
- Cardinale Carlo Odescalchi, S.I.
- Cardinale Costantino Patrizi Naro
- Cardinale Lucido Maria Parocchi
- Papa Pio X
- Papa Benedetto XV
- Papa Pio XII
- Cardinale Eugène Tisserant
- Cardinale Bernardin Gantin
- Arcivescovo Felice Cece